# Denis Jarcev
Denis Nikolaevič Jarcev (in russo Денис Николаевич Ярцев?; Čeljabinsk, 18 settembre 1990) è un judoka russo.

## Palmarès
- Mondiali

Baku 2018: bronzo nella gara a squadre.
Tokyo 2019: bronzo nei 73 kg.
- Giochi europei

Baku 2015: bronzo nella gara a squadre.
Minsk 2019: oro nella gara a squadre.
- Europei

Montpellier 2014: argento nella gara a squadre.
Varsavia 2017: argento nella gara a squadre.
- Universiadi

Shenzhen 2011: oro nei 73 kg.
- Europei Under-23

Sarajevo 2010: bronzo nei 73 kg.
Tjumen' 2011: bronzo nei 73 kg.

### Vittorie nel circuito IJF
| Data             | Località   | Paese    | Categoria     |
| ---------------- | ---------- | -------- | ------------- |
| 12 luglio 2014   | Tjumen'    | Russia   | Grand Slam    |
| 23 maggio 2015   | Rabat      | Marocco  | World Masters |
| 25 febbraio 2017 | Düsseldorf | Germania | Grand Prix    |
| 8 marzo 2019     | Marrakech  | Marocco  | Grand Prix    |